# Дитер Велерсхоф
Дитер Велерсхоф (на немски: Dieter Wellershoff) е германски писател, автор на романи, разкази, есета, стихотворения и сценарии.

## Биография и творчество
Дитер Велерсхоф е роден през 1925 г. в град Нойс, провинция Северен Рейн-Вестфалия. През 1930 г. семейството се мести в Гревенброх, където Дитер израства и през 1932 г. тръгва на училище.
През Втората световна война момчето е мобилизирано в нацистката Служба за трудова повинност, а през 1943 г. постъпва като доброволец в танковата дивизия „Херман Гьоринг“. През 1944 г. Велерсхоф е ранен в Литва. През 1945 г. заедно с други разпръснати войници се отправя на Запад и попада в американски плен. Преживяванията си през войната описва в автобиографичната си книга „Сериозен случай“ (Der Ernstfall) (1995).
След края на войната Велерсхоф полага късна матура и от 1947 г. следва германистика, история на изкуството и психология в Бонския университет. През 1952 г. публикува своята високо ценена дисертация върху Готфрид Бен. От 1952 до 1955 г. работи като редактор в студентски вестник, създава театрална пиеса, няколко радиопредавания и радиопиеси.
През 1959 г. Велерсхоф става издателски редактор в Кьолн. Подпомага вече успели писатели като Хайнрих Бьол и дава път на млади автори като Ролф Дитер Бринкман, Николас Борн и Гюнтер Валраф.
През 1960 г. взима участие в срещите на свободното писателско сдружение Група 47. През 1965 г. става инициатор на движение, от което възниква литературната „Кьолнска школа“. Своите теоретични постановки Дитер Велерсхоф развива в статията си „Нов реализъм“:
| „ | През последните години литературата най-вече в Германия прояви подчертана склонност към фантастичното и гротескното или се занимаваше със създаването на текстове, необременени от сюжет. Струва ми се, че сега отново възниква възможност за едно друго творческо направление, което бих обозначил като „Нов реализъм“. Някои характерни черти на една съвременна реалистична литература могат да бъдат скицирани: тя няма метафизични претенции, дори не и по диалектичен път – като утвърждава, оплаква или призовава края на метафизиката, тя става по-скоро негова предпоставка. На мястото на универсалните модели на битието, изобщо на всички общи представи за човека и света, встъпва сетивно-конкретният откъс от един житейски опит, настоящият делничен живот в една ограничена сфера. Писателят вече не желае посредством стилизация, абстракция и проектиране на своя житейски опит в една игра с образи, в една завършена история, да постигне общовалидност и образцово значение, а се опитва да пише възможно най-близо до действителността, с изострено внимание за смущенията, отклоненията, незабележимото, обиколните пътища, тоест за съпротивата на действителността срещу прибързаната потребност от смисъл. | “ |

През средата на 60-те години Велерсхоф редуцира издателската си дейност и започва да пише собствени романи. През 1981 г. става писател на свободна практика.
Велерсхоф получава многобройни покани като летор, гост-доцент и Writer in Residence в немски и чуждестранни университети. Член е на Академията на науките и литературата в Майнц и на немския ПЕН клуб. Книгите му са преведени на 15 езика.
Писателят умира през юни 2018 г. в дома си в Кьолн на 92-годишна възраст.

## Награди и отличия (подбор)
- 1961: Hörspielpreis der Kriegsblinden
- 1962: „Поощрителна награда на провинция Северен Рейн-Вестфалия за литература“
- 1969: „Награда на немската критика“
- 1988: „Награда Хайнрих Бьол“
- 1989: Professorentitel, verliehen durch die nordrhein-westfälische Landesregierung
- 1995: Verdienstorden des Landes Nordrhein-Westfalen
- 2001: „Награда Йозеф Брайтбах“
- 2001: „Награда Фридрих Хьолдерлин на град Бад Хомбург“
- 2002: „Севернорейнска литературна награда“ на град Крефелд
- 2005: „Награда Ернст Роберт Курциус“ за есеистика
- 2007: Großer Kulturpreis der Sparkassen-Kulturstiftung Rheinland für das literarische Gesamtwerk
- 2014: Hörbuch des Jahres 2014 für Ans Ende kommen. Dieter Wellershoff erzählt über Altern und Sterben